# Perzische brieven

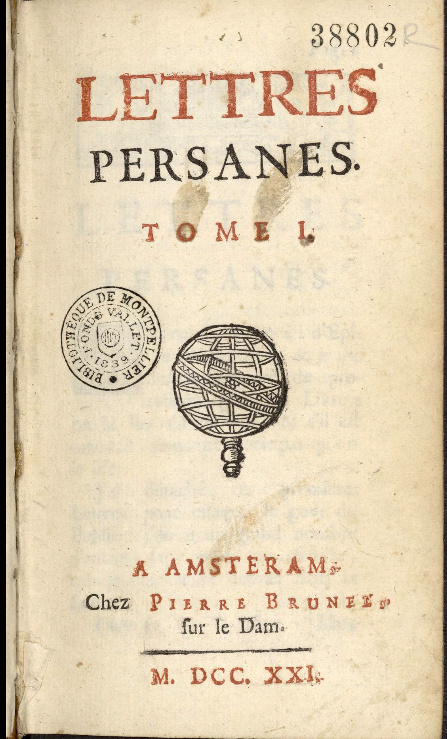
Titelblad van de anonieme eerste editie, uitgegeven door Pierre Brunel in Amsterdam

Perzische brieven (Lettres persanes) is een briefroman uit 1721 geschreven door Montesquieu, een van de belangrijkste Franse filosofen van de Verlichting. Het werk bestaat uit 161 fictieve brieven van en naar Usbek en Rica, twee vrienden die vanuit Perzië naar Parijs reizen. Het boek beslaat een periode van negen jaar.

## Verhaal en achtergrond
In Perzische brieven wordt de westerse maatschappij beschreven vanuit het oogpunt van twee buitenstaanders. Usbek en Rica, twee Perzen, reizen door Europa en bevinden zich met name in Frankrijk. De briefwisselingen vinden zowel plaats tussen de twee Perzen en hun vrienden in Perzië als tussen Usbek en Rica zelf. Niet alleen de Franse maatschappij staat centraal, ook het personage Usbek wordt nauwkeurig gevolgd. Zijn denken is verdeeld in enerzijds moderne ideeën uit Europa en anderzijds zijn islamitische geloof. Bovendien wordt hij geconfronteerd met een opstand in zijn harem en de zelfmoord van zijn favoriete vrouw Roxane. Rica daarentegen heeft geen problemen om zich aan te passen aan de Europese gebruiken. Naarmate het verhaal vordert schrijft Rica hier steeds meer over, terwijl Usbek in zichzelf gekeerd raakt en vrijwel alleen nog aan Perzië denkt.
De keuze van "exotische" personages gaf Montesquieu indirect de mogelijkheid om de Europeanen uit de 18e eeuw, met name de Fransen, en hun gebruiken te bekritiseren, iets wat in die tijd normaal gesproken onmogelijk zou zijn. De roman werd uit voorzorg (tegen censuur bijvoorbeeld) anoniem gepubliceerd in Amsterdam door de hugenoot Pierre Brunel. Montesquieu ontkent in de introductie van Perzische brieven dat hij de schrijver was, hij gaf aan het boek alleen vertaald te hebben.
Perzische brieven is geschreven in de vorm van een briefroman en bestaat uit 161 brieven. Dit gaf de schrijver de mogelijkheid om van standpunt en mening te veranderen en verschillende omstandigheden te laten zien. Zo speelt het verhaal zich onder andere af in Parijs, dat als representatieve stad wordt gezien voor de westerse maatschappij. Bovendien draagt dit genre bij aan de geloofwaardigheid van het verhaal. Hoewel het fictief is, lijkt het net echt.

## Brieven en hun betekenis
Perzische brieven is voornamelijk bekend geworden door de kritiek die Montesquieu uit op verschillende aspecten van de Franse maatschappij en de spot die hij met de Fransen drijft. In het begin ziet de lezer vooral de naïviteit van de Perzen tegenover de Franse normen en waarden uit die tijd, echter wordt al gauw duidelijk dat de tekst satirisch is geschreven en de lezer juist een spiegel voorhoudt. Om de boodschap te versterken worden stijlfiguren zoals hyperbolen en tegenstellingen gebruikt.
Een van de belangrijkste zaken die Montesquieu aan de kaak stelt in deze briefroman is de monarchie, of toch de onder Richelieu ontstane vorm ervan, die de wetgevende, uitvoerende en rechterlijke macht verenigde in de persoon van de koning. Hij noemde dit systeem een "fataal wapen". In zijn werk Over de geest van de wetten schreef Montesquieu uitgebreider over de scheiding der machten waarmee een dergelijke monarchie kon worden getemperd.
Een ander thema in Perzische brieven betreft het gedrag van de Fransen, met name tegenover hun vrouwen. Enerzijds bewonderen de twee Perzen de vrijheid die de Françaises genieten, anderzijds slaat deze om in gezag en macht van de vrouw over de man (o.a. te lezen in brief CVI). Daarnaast bekritiseert Montesquieu het belang dat wordt gehecht aan het uiterlijk, het voorkomen. De vrouw wil jong blijven en de maatschappij behagen.
De roman bevat subtiele lagen. In de eerste plaats wordt Europa bekeken doorheen de ogen van twee intelligente en gecultiveerde outsiders. Hun verfrissende inzichten verhinderen niet dat ze blind blijven voor hun eigen tirannie. Het oosterse despotisme wordt op de korrel genomen, bijvoorbeeld wanneer Usbeks loyale zwarte eunuch opbiecht dat zijn verminking hem ellendig maakt, of wanneer Roxane suïcide pleegt om haar vrijheid op te eisen. Ten slotte is er ook discrete kritiek door onverwachte gelijkenissen tussen Frankrijk en Perzië: de opsluiting van vrouwen in een harem wordt vergeleken met nonnen in een klooster, en celibataire priesters met eunuchen.  

## Receptie
De Perzische brieven kenden veel succes en ook veel navolging. Een jonge Zweed rapporteert over Holland in een anonieme briefroman getiteld De Hollandsche waereld, in zyn aard en gedrag der menschen (1733). De marquis d'Argens publiceerde in 1736 zijn Lettres juives, waarin drie Joodse reizigers kritiek leveren op de levenswijze, de regering en de religie van Europa. Hij vervolgde in 1739-1740 met Lettres chinoises. Dit laatste perspectief werd ook gekozen door Oliver Goldsmith in The Citizen of the World (1762). Hij voerde een Chinese filossof in Londen op, die humoristische commentaar leverde op het leven van de Engelsen. José Cadalso leidde Marokkaanse moslims door Spanje in zijn Cartas marruecas (geschreven rond 1773, verschenen in 1793). De Marokkanische Briefe (1784) van Johann Pezzl vormden een frontale aanval op het christendom. Geen van deze auteurs werkte de reflectie over de cultuur van de observator zo goed uit als Montesquieu had gedaan in de Perzische brieven.

## Nederlandse vertalingen
- Montesquieu, Perzische brieven, vert. Jeanne Holierhoek, 2002. ISBN 9789028442566
- C. de Montesquieu, Perzische brieven, gekozen, vertaald en ingeleid door J.A. Sandfort, Amsterdam, Wereldbibliotheek, 1939 (selectie waarin 66 brieven ontbreken)
- De Persiaansche spion of Persiaansche brieven, Amsterdam, Louis Foubert, 1736[2]